# Walter Hawkins
Walter Hawkins (Oakland, 18 de mayo de 1949 - 11 de julio de 2010) fue un cantante estadounidense de música gospel. Con más de cuarenta años de carrera musical, es considerado una de las figuras legendarias de dicho género musical.
El también ministro cristiano, fue ganador de premios Grammy, y llegó a trabajar con su hermano Edwin Hawkins, otra leyenda del góspel.